# Trung tâm Truyền thông tỉnh Kon Tum
Đài Phát thanh – Truyền hình Kon Tum cũ (tiếng Anh: Kon Tum Radio – Television Station, viết tắt: KRT), là một đài phát thanh - truyền hình trực thuộc Ủy ban nhân dân tỉnh Kon Tum. Từ ngày 10/03/2025, Đài Phát thanh - Truyền hình Kon Tum sáp nhập với Báo Kon Tum thành Trung tâm Truyền thông tỉnh Kon Tum. Từ ngày 01/07/2025 từ KRT thành QNg TV.
KRT từng là kênh báo nói và báo hình địa phương với làn sóng luôn được mở rộng, phục vụ tốt hơn nhu cầu nghe và xem của nhân dân các dân tộc tại tỉnh nhà.

## Cơ cấu tổ chức

### Ban Giám đốc
- Giám đốc, Tổng biên tập: Phan Cư
- Phó giám đốc, Phó tổng Biên tập: Nguyễn Văn Thống
- Phó Giám đốc: Y Phiếu.[1]

## Các phòng chuyên môn
1. Phòng Tổ chức – Hành chính
2. Phòng Kế hoạch – Tài vụ
3. Phòng Thời sự
4. Phòng Văn nghệ – Chuyên đề
5. Phòng Biên tập chương trình
6. Phòng PTTH các thứ tiếng dân tộc
7. Phòng Kỹ thuật.[1]

## Lịch sử
Ngày 30 tháng 11 năm 1991, Đài Phát thanh – Truyền hình Kon Tum (KRT) được thành lập theo Quyết định số 30/QĐ-UB của UBND tỉnh Kon Tum và chính thức lên sóng.
Ngày 1 tháng 1 năm 2019, chính thức phát sóng truyền hình Kon Tum trên vệ tinh Vinasat-1.
Ngày 17 tháng 3 năm 2020, Đài chính thức tiếp sóng kênh H1 (Đài Phát thanh - Truyền hình Hà Nội) chương trình "Dạy học trên truyền hình".
Từ ngày 10 tháng 3 năm 2025, Đài Phát thanh - Truyền hình Kon Tum sáp nhập với Báo Kon Tum thành Trung tâm Truyền thông tỉnh Kon Tum.

## Thời lượng

### Phát thanh
- Phát sóng chương trình VOV1 của Đài Tiếng nói Việt Nam trên máy phát FM 10KW, tần số 100 Mhz.[1]
- Phát sóng chương trình VOV Tây Nguyên trên máy phát FM 5 KW, tần số 90,5 Mhz.[1]
- Phát sóng chương trình địa phương trên máy phát FM 7,5 KW, tần số 95.1 Mhz, với thời lượng 18h/ngày (từ 05:30 – 21:30).[1]

### Truyền hình

Logo KRT Kon Tum

- KRT: Thời lượng phát sóng truyền hình là 05:50 – 23:20 hàng ngày (18h30/24h).[1]
- SCTV phủ sóng hạ tầng DVB-T2: Kênh 26[1]
- VTC: Kênh 53 / Kênh 68
- MyTV - VNPT: Kênh 821
- FPT: Kênh 152
- Truyền hình OTT: FPT Play, Clip TV, MyTV
- Truyền hình Vinasat-1
- Truyền hình trực tuyến: http://kontumtv.vn
- YouTube Truyền hình Kon Tum[2]
- Facebook Truyền hình Kon Tum[3]
- App Store: KRT – Kết nối[4]
- Google Play: KRT - Kết nối[5]

## Hệ thống kỹ thuật và diện phủ sóng
- Máy phát hình công suất 3 KW (VHF) phát tiếng phổ thông.
- Máy phát hình công suất 5 KW (UHF) phát các thứ tiếng đồng bào dân tộc thiểu số.
- Máy phát thanh công suất 10 KW (Đài tiếng nói Việt Nam lắp đặt).
- Diện phủ sóng truyền hình đạt 90% và phát thanh 95%.